# Scott Colomby
Scott Colomby est un acteur américain né le 19 septembre 1952 à Brooklyn, New York (États-Unis).

## Filmographie
- 1973 : Outrage (TV) : Dennis Hully
- 1974 : Can Ellen Be Saved? (TV) : Randy
- 1974 : Senior Year (TV) : Stash
- 1974 : Sons and Daughters (série TV) : Stash
- 1977 : Szysznyk (série TV) : Tony La Placa
- 1978 : Are You in the House Alone? (TV) : Steve Pastorinis
- 1980 : Un ange sur le dos (Angel on My Shoulder) (TV) : Tony
- 1980 : Le Golf en folie (Caddyshack) : Tony D'Annunzio
- 1982 : Porky's : Brian Schwartz
- 1983 : Porky's II: The Next Day : Brian Schwartz
- 1985 : Porky's Contre-Attaque (Porky's Revenge) : Brian Schwartz
- 1965 : Des jours et des vies ("Days of Our Lives") (série TV) : José Torres (1988)
- 1990 : The Knife and Gun Club (TV) : Husband
- 1995 : Timemaster : The Gambler
- 1997 : Quiet Days in Hollywood (en) de Josef Rusnak : Eva's Husband
- 1998 : L'Enjeu (Desperate Measures) : Patrol Cop
- 1998 : Jack Frost : Scott (Bass)